# Łąka (Otmuchów)
Łąka (deutsch Wiesau) ist ein Dorf der Stadt- und Landgemeinde Otmuchów im Powiat Nyski in der Woiwodschaft Opole in Polen.

## Geographie

### Geographische Lage
Das Waldhufendorf Łąka liegt im Südwesten der historischen Region Oberschlesien direkt an der Grenze zu Tschechien. Der Ort liegt etwa zehn Kilometer südöstlich des Gemeindesitzes Otmuchów, etwa 17 Kilometer südwestlich der Kreisstadt Nysa und etwa 76 Kilometer südwestlich der Woiwodschaftshauptstadt Opole.
Łąka liegt in der Przedgórze Sudeckie (Sudetenvorgebirge) innerhalb der Przedgórze Paczkowskie (Patschkauer Vorgebirge). Westlich des Dorfes verläuft eine stillgelegte Bahnlinie der ehemaligen Neisser Kreisbahn. Der Ort liegt an der Łuża, ein rechter Zufluss der Weidenauer Wasser (poln. Widna).

### Nachbarorte
Nachbarorte von Łąka sind im Nordwesten Kałków (Kalkau), im Nordosten Jodłów (Tannenberg), im Süden Jarnołtów (Dürr Arnsdorf) sowie im Südwesten die Stadt Vidnava (Weidenau).

## Geschichte

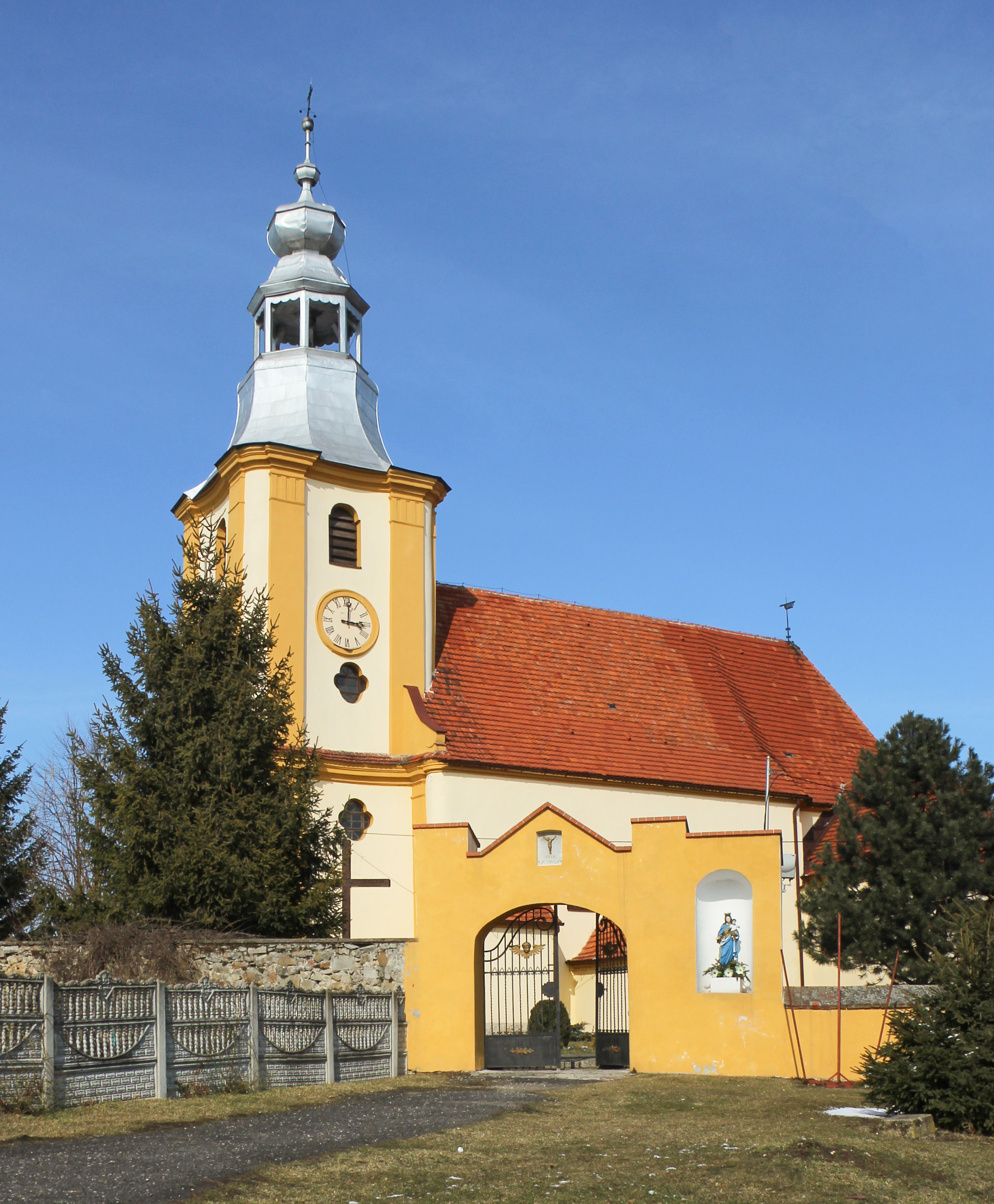
Kirche St. Katharina

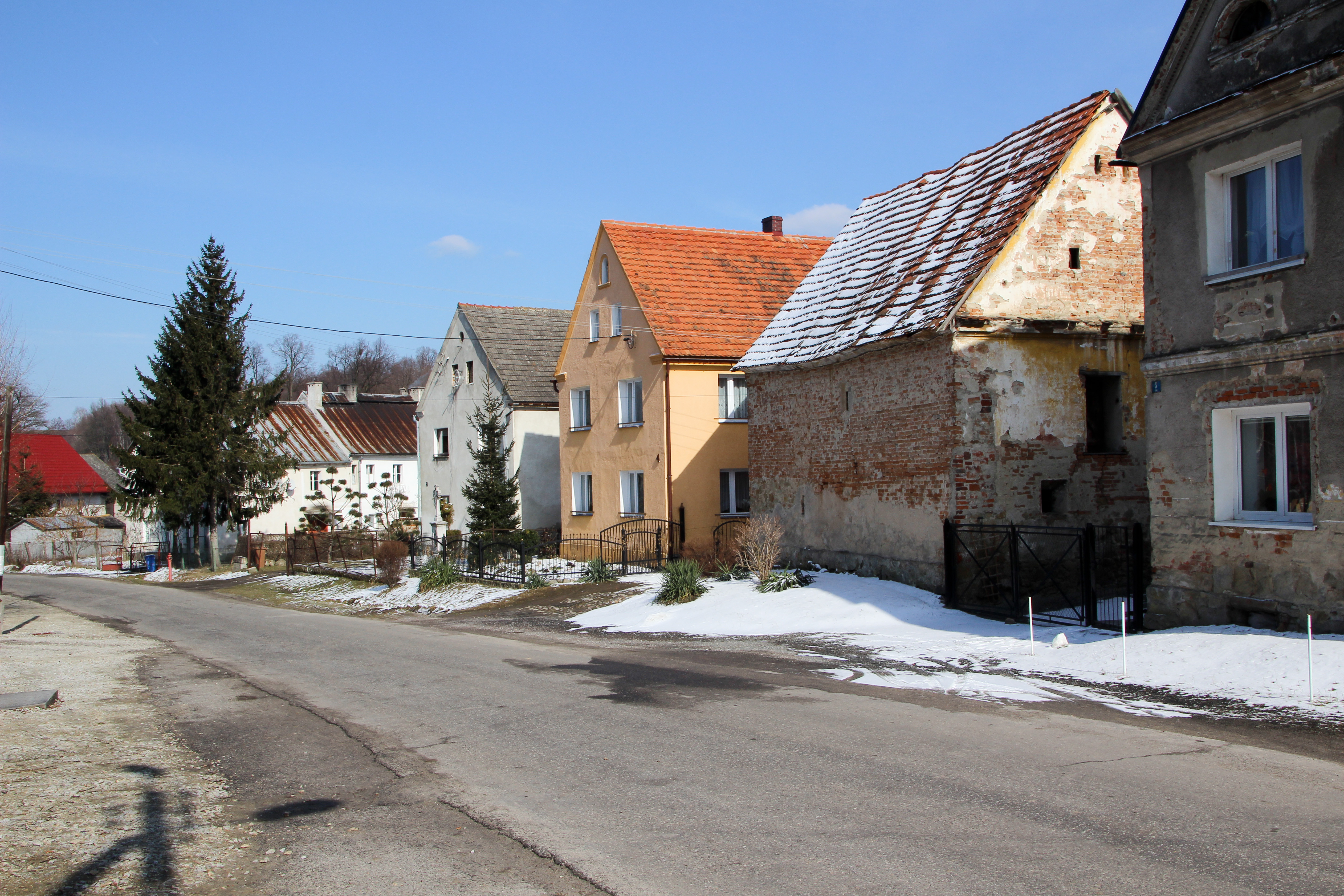
Dorfpartie

Der Ort wurde 1291 erstmals als Pratum erwähnt. Der ORt wurde bereits in der Mitte des 13. Jahrhunderts als Waldhufensiedlung gegründet. In dem Werk Liber fundationis episcopatus Vratislaviensis aus den Jahren 1295–1305 wird der Ort erneut als Pratum erwähnt. 1377 erfolgte eine Erwähnung als Wesa.
Nach dem Ersten Schlesischen Krieg 1742 fiel Wiesau mit dem größten Teil Schlesiens an Preußen. 1780 wurde Wiesau, zuvor zu Weidenau gehörig, eigenständige Pfarrei.
Nach der Neuorganisation der Provinz Schlesien gehörte die Landgemeinde Wiesau ab 1816 zum Landkreis Neisse im Regierungsbezirk Oppeln. 1845 bestanden im Dorf eine katholische Pfarrkirche, eine katholische Schule sowie 100 weitere Häuser. Im gleichen Jahr lebten in Wiesau 636 Menschen, davon fünf evangelisch. 1855 lebten 594 Menschen in Wiesau. 1865 bestanden im Ort 33 Bauern-, 14 Gärtner-, 27 Häuslerstellen sowie zwei Gasthäuser und eine Brauerei. 1874 wurde der Amtsbezirk Dürr Arnsdorf gegründet, welcher aus den Landgemeinden Dürr Arnsdorf, Schubertscrosse, Tannenberg und Wiesau und den Gutsbezirk Dürr Arnsdorf, Tannenberg und Wiesau bestand. 1885 zählte Wiesau 531 Einwohner.
1920 wurde das Denkmal für die Gefallenen des Ersten Weltkriegs erbaut, welches nach 1945 entfernt wurde. 1933 lebten in Wiesau 451 sowie 1939 656 Menschen. Bis Kriegsende 1945 gehörte der Ort zum Landkreis Neisse.
Als Folge des Zweiten Weltkriegs fiel Wiesau 1945 wie der größte Teil Schlesiens unter polnische Verwaltung. Nachfolgend wurde es in Łąka umbenannt und der Woiwodschaft Schlesien angeschlossen. Die deutsche Bevölkerung wurde weitgehend vertrieben. 1950 wurde es der Woiwodschaft Oppeln eingegliedert. 1999 kam der Ort zum wiedergegründeten Powiat Nyski. 2007 lebten 407 Menschen im Ort.

## Sehenswürdigkeiten
- Die römisch-katholische Kirche St. Katharina (poln. Kościół Narodzenia NMP i św. Jerzego) ist eine im Kern frühgotische Kirche, welche in der zweiten Hälfte des 13. Jahrhunderts entstand. 1561 wurde der Bau um eine Halle an der Südseite erweitert. Um 1777 wurde das Gotteshaus weitreichend umgebaut. Hierbei wurde der Westturm mit kelchförmigen Dach und die Sakristei im barocken Stil angebaut.[10] Das Gebäude wurde 1950 unter Denkmalschutz gestellt[11]
- Nebenan befindet sich das zweigeschossige Pfarrhaus, welches im 18. Jahrhundert im klassizistischen Stil erbaut wurde. Das Gebäude wurde 1966 unter Denkmalschutz gestellt.[11]
- Empfangsgebäude des ehemaligen Bahnhofs Kalkau-Wiesau – 1911 erbaut und heute ein Wohnhaus
- Steinerne Wegekapellen
- Steinerne Wegekreuze
- Hölzernes Wegekreuz

## Vereine
- Fußballverein LZS Łąka
- Freiwillige Feuerwehr OSP Łąka
- Landfrauenverein KGW Łąka